# Les Grands Noms de l'histoire de France
Les Grands Noms de l'histoire de France est une série de bande dessinée historique didactique écrite par le Belge Jean-Michel Charlier associé selon les épisodes à différents dessinateurs franco-belges. Cette série inspirée par Les Belles Histoires de l'Oncle Paul a été publiée dans le bimensuel français Pistolin de 1955 à 1958.

## Dessinateurs[1]
- José Bielsa
- Pierre Dupuis
- Gal
- Claude-Henri
- Pierre Le Goff
- Jean Le Moing
- Edmundo Marculeta
- Eddy Paape
- Antonio Parras
- Albert Uderzo